# Убля
51°16′26″ пн. ш. 37°55′14″ сх. д. / 51.27389° пн. ш. 37.92056° сх. д.
Убля — річка у Курській (Горшеченський район) й Білгородській (Старооскольський район) областях Росії, протікає поблизу міста Старий Оскіл й впливає у річку Оскіл.

## Назва
Назва річки відома з XVI ст. тюрк. «уй» означає «поле», а «бля»="пля"=редукція від рос. «поле», що відображає двомовність людей, що проживали тут[джерело?]. У тюркській мові в слові «уй» закладено відтінок захоплення[джерело?].
У 1571 році поблизу сучасного міста Старий Оскол, недалеко від злиття річок Ублі та Осколу, був побудований Устоублинський острожок.